# Traité de Francfort
 Voir le traité sur Wikisource
Le traité de Francfort est un traité mettant fin à la guerre franco-allemande de 1870-1871, signé entre la République française et l’Empire allemand à Francfort-sur-le-Main le 10 mai 1871 sur l'initiative du chancelier allemand Otto von Bismarck, à la suite de l'armistice franco-allemand demandé par le gouvernement de la Défense nationale le 28 janvier 1871. 
Il a la particularité d'être signé par un gouvernement qui ne contrôle pas l'intégralité du territoire français non occupé. En effet, la Commune de Paris, dont les membres considèrent la capitulation face à Bismarck comme une trahison, n'a pas encore été réprimée. Le traité prend acte de la défaite française et prévoit la cession de l'Alsace-Moselle, qui devient un territoire du Reich allemand, ainsi que le versement d'une indemnité de guerre de cinq milliards de francs-or garantie par l'occupation d'une partie du territoire. Il va peser de façon durable sur les relations entre la France et l'Allemagne.

## Préliminaires

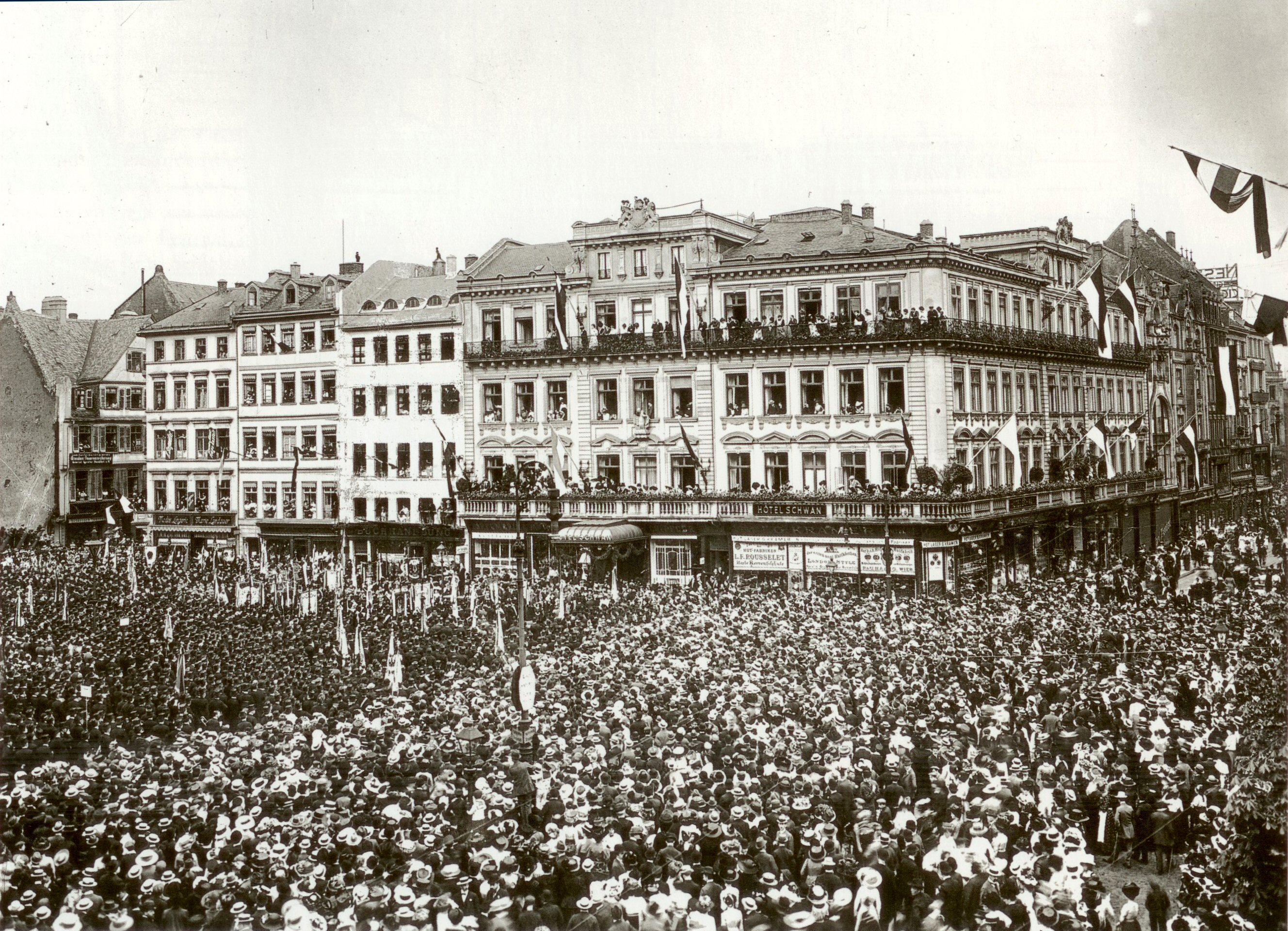
L’hôtel Zum Schwan sur la Goetheplatz en 1895.

Peu après l'armistice du 28 janvier 1871, des élections législatives au suffrage universel ont lieu le 8 février. À Paris, Louis Blanc arrive en tête suivi de Victor Hugo, Léon Gambetta et Giuseppe Garibaldi. Mais du fait des candidatures multiples possibles, Adolphe Thiers arrive en tête dans vingt-six départements. Ces résultats démontrent l'antagonisme entre Paris et sa volonté de résistance, et la province qui veut en finir avec la guerre.
L’Assemblée nationale se réunit à Bordeaux le 13 février. Elle est dominée par les partis conservateurs (en particulier les royalistes). Sur 675 élus, 400 sont monarchistes. Le 16 février, Jules Grévy est porté à la présidence de l’Assemblée et Adolphe Thiers est élu à main levée chef du gouvernement. Il obtient carte blanche pour négocier les préliminaires de paix. Le lendemain, Émile Keller, député du Haut-Rhin lit une déclaration affirmant le droit imprescriptible des Alsaciens et des Lorrains à rester membres de la nation française.
Les négociations sont entamées, à Versailles, par Adolphe Thiers et Jules Favre dès le 23 février avec le chancelier impérial Otto von Bismarck. Elles aboutissent le 26 février à la signature des préliminaires à Versailles. Ce texte est ratifié par l’Assemblée nationale le 1er mars par 546 voix contre 170 et 23 abstentions. Les 35 députés des territoires cédés quittent la séance. Le soir même, le député-maire de Strasbourg, Émile Küss, succombe à un malaise cardiaque.

## Traité

Les nouvelles frontières redessinées par le traité de Francfort.

Les discussions se poursuivent à Bruxelles, puis à Francfort. L'essentiel est arrêté dans le texte précédent. Il s'agit seulement de fixer les dispositions juridiques et de trancher certains détails. C'est Jules Favre qui est chargé de mener ces discussions jusqu'à leur conclusion.
Les principales dispositions sont les suivantes :

### Annexions
Bismarck refuse la consultation des populations, il s'agit pour lui d'un « retour » à l'Allemagne de l'Alsace et d'une partie de la Lorraine qui ont jadis fait partie du Saint-Empire romain germanique.
Sont annexés :
- En Alsace : les départements du Bas-Rhin et du Haut-Rhin à l'exception de l'arrondissement de Belfort ;
- En Moselle : les arrondissements de Sarreguemines, Metz, Thionville et 11 communes de l'arrondissement de Briey, notamment celles où se sont déroulées des batailles (Saint-Privat-la-Montagne) ;
- En Meurthe : les arrondissements de Sarrebourg (moins 9 communes) et Château-Salins ;
- Dans les Vosges : les cantons de Saales et Schirmeck[n 2].

La France perd 14 470 kilomètres carrés, 1 694 communes et 1 597 000 habitants. Le territoire cédé comprend 20 % du potentiel minier et sidérurgique français, ainsi que la liaison par canaux entre le canal de l'Est et le canal du Rhône au Rhin.

### Indemnité
Les termes du traité prévoient une indemnité de guerre de cinq milliards de francs-or à verser en trois ans. En gage de ce paiement, les Allemands obtiennent l'occupation d'une partie du territoire (six départements du Nord et Belfort) jusqu'au paiement complet de cette somme.

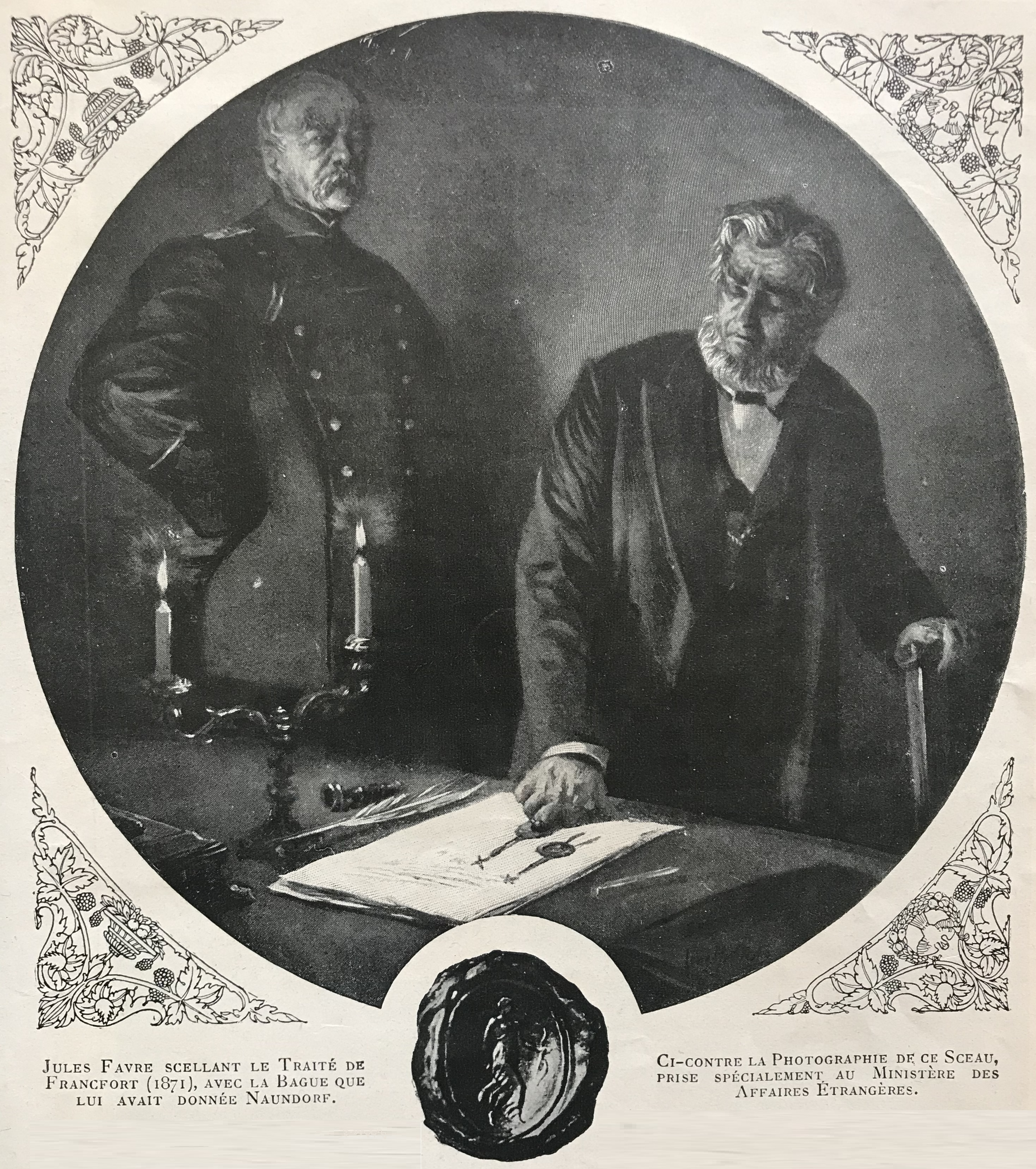
En présence de Bismarck, le traité de Francfort est scellé par Jules Favre, ministre des Affaires étrangères de la Troisième République (dessin paru dans Lectures pour tous en 1906).

Les négociations lors des préliminaires ont permis à Thiers de réduire l'indemnité de six à cinq milliards contre l'entrée de l'armée allemande à Paris qui avait effectivement bivouaqué du 1er au 3 mars sur les Champs-Élysées.
Le gouvernement dirigé par Thiers, conseillé par Léon Say, émet un emprunt public le 20 juin 1871 d'un montant de deux milliards à 5 % et la souscription, ouverte le 27 juin, est couverte deux fois et demi. Ce succès est cependant relatif, car le cours de l'emprunt public déjà existant, de 3 %, n'a fait qu'une petite remontée à 53,5. La ville de Paris lève au même moment un emprunt de 1,2 million de francs, qui a un succès bien plus net, car il est sursouscrit quinze fois.
Un nouvel emprunt public de l'État français fut décidé et voté le 15 juillet 1872, mais cette fois international et d'un montant de trois milliards à 5 %, émis le 28 juillet. Le succès fut au rendez-vous, la souscription étant couverte quatorze fois et demi : un million de souscripteurs, dont une cinquantaine de grandes banques du monde entier permirent d'atteindre la somme record de 44 milliards. C'est la première fois qu'un emprunt de cette nature et d'une telle ampleur est émis dans le monde, cependant en mai 1873 éclate une crise bancaire.
Les premiers versements sont donc rapidement transférés aux autorités allemandes qui sont satisfaites du respect de l'échéancier. Le 16 septembre 1873, le dernier soldat allemand quitte Verdun.

### Autres dispositions

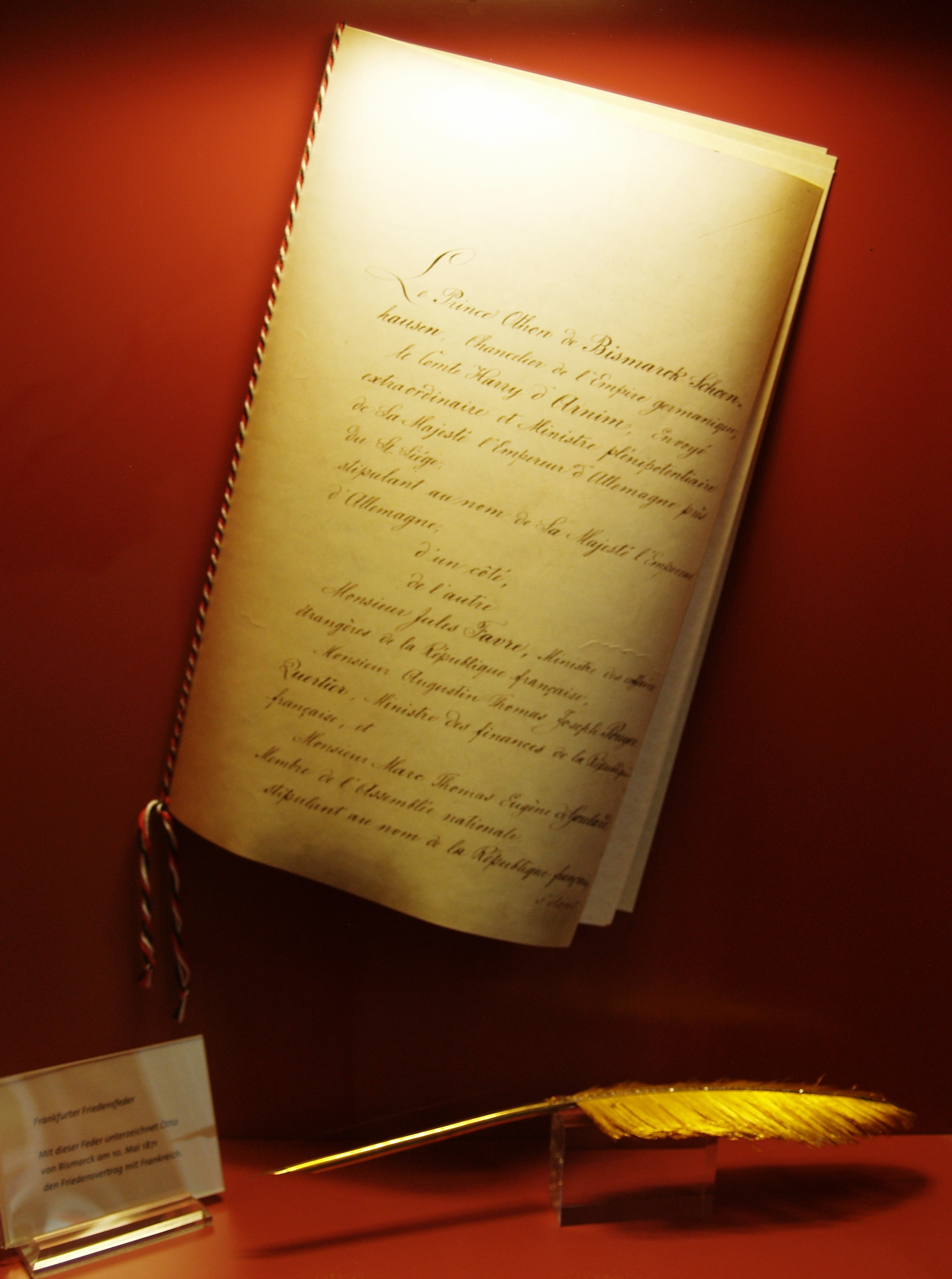
Le traité de Francfort au Bismarck Stiftung und Archiv in Friederichsruh.

Une clause du traité permet aux Alsaciens-Lorrains la possibilité de conserver la nationalité française. Les autorités imposeront par la suite qu'ils quittent la région avant le 1er octobre 1872 pour conserver le bénéfice de l'option pour la nationalité française. Environ 530 000 optants choisiront cette solution sur les plus de 1,8 million de personnes concernées par l'option en Alsace-Lorraine et à l'étranger, mais l'option n'est valide que pour les près de 370 000 Alsaciens-Lorrains déjà installés en dehors et pour les 133 000 qui émigrent vers la France.
La France institue une bourse d'études destinée à rendre la clause de départ plus attractive et plus accessible aux familles les plus modestes.
Le traité de commerce de 1862 avec la Prusse n'est pas renouvelé mais la France accorde à l'Allemagne la clause de la nation la plus favorisée pour le commerce et la navigation.
La France respecte jusqu'en 1914 l'intégralité des clauses du traité de Francfort. Les cinq milliards de francs-or, dûment versés dans les délais, pèseront durablement sur la capacité d’investissement française.

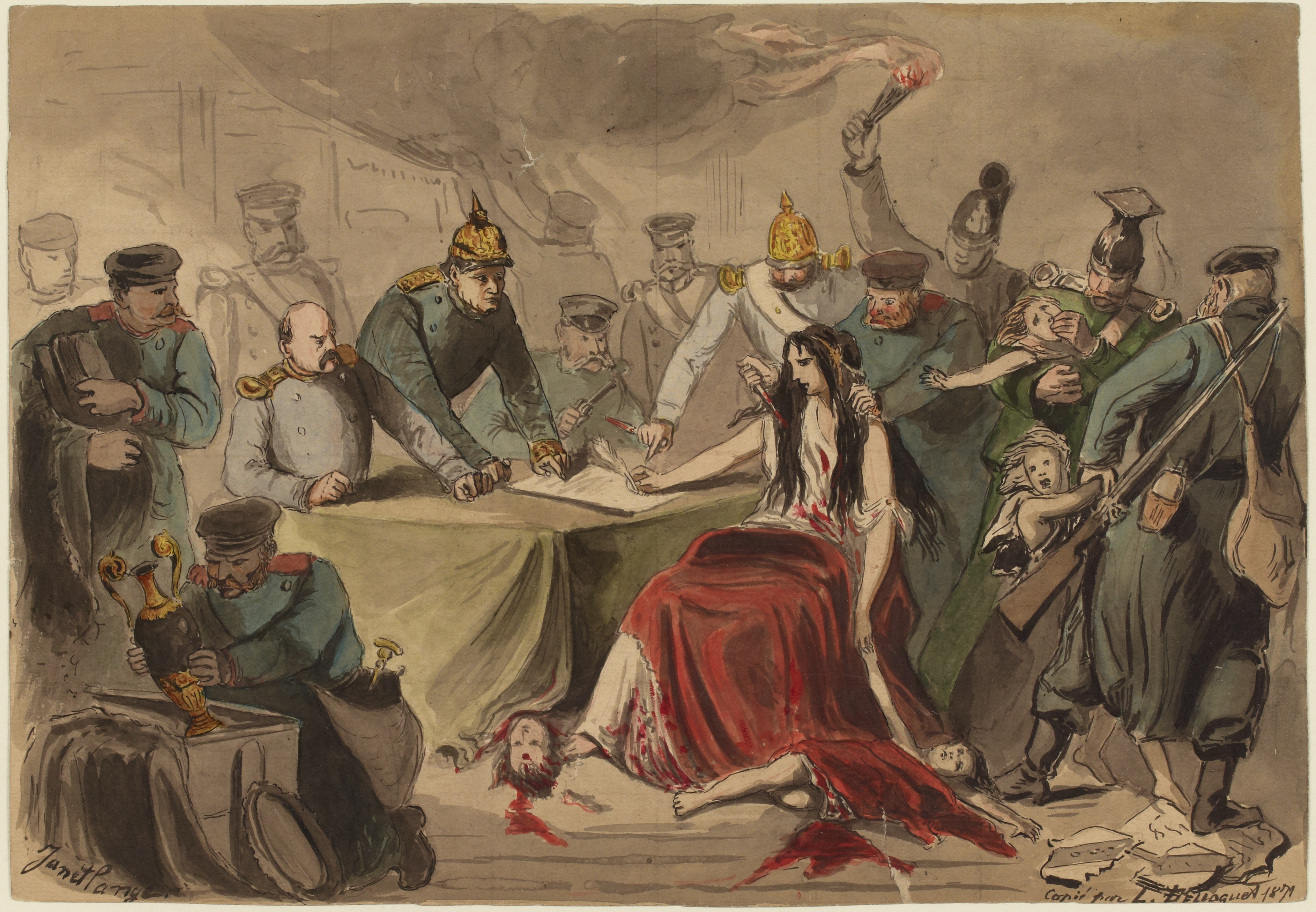
La France signant les préliminaires d'un traité de paix, dessin à la gouache signé L. Belloguet, 1871.

Ce traité va polariser la politique française pour les quarante années qui suivent sur les relations entre la France et l'Allemagne. Toutefois, selon Jean-Jacques Becker : « Ce serait une grave erreur de penser encore que l'Alsace-Lorraine est à ranger parmi les causes de la Grande Guerre. En revanche, dans une Europe où les sentiments nationaux sont très forts, c’est un des éléments qui empêchent les États européens de dépasser les antagonismes nationaux. ».
Le souhait d’une future guerre de « revanche » pour récupérer les « provinces perdues », vif dans les années suivant la défaite, s’affaiblit rapidement ensuite, dès les années 1880 : il laisse place à une nostalgie durable, à une sensibilité émotionnelle, mais n’a plus aucune place dans les programmes politiques, même à l’extrême-droite. Les Français admettent qu’ils n’auraient aucune chance de gagner face à la superpuissance militaire allemande, et que les évolutions souhaitables ne peuvent être obtenues que par des négociations. En 1914, 43 ans après le traité de Francfort, les témoignages des combattants qui partent au front montrent qu’ils sont motivés par la défense de la patrie attaquée et le refus de nouvelles amputations territoriales, non par la reconquête très hypothétique de l'Alsace-Lorraine.
Comme l’exprima Paul Valéry dans son adresse au maréchal Pétain le 22 janvier 1931 : « Ce traité de paix était le modèle de ceux qui n’ôtent point tout espoir à la guerre. Il plaçait la France sous une menace latente qui ne lui laissait, au fond, que le choix entre une vassalité perpétuelle à peine déguisée et quelque lutte désespérée ».